# Papp Aurél Emlékmúzeum
A szatmárnémeti Papp Aurél Emlékmúzeum műemléknek nyilvánított múzeum Romániában, Szatmár megyében. A romániai műemlékek jegyzékében az SM-II-m-B-05298 sorszámon szerepel.

## Leírása
A múzeum a Papp Aurél festő által 1934–1935-ben épített és haláláig használt műteremben található.